# Păgânism

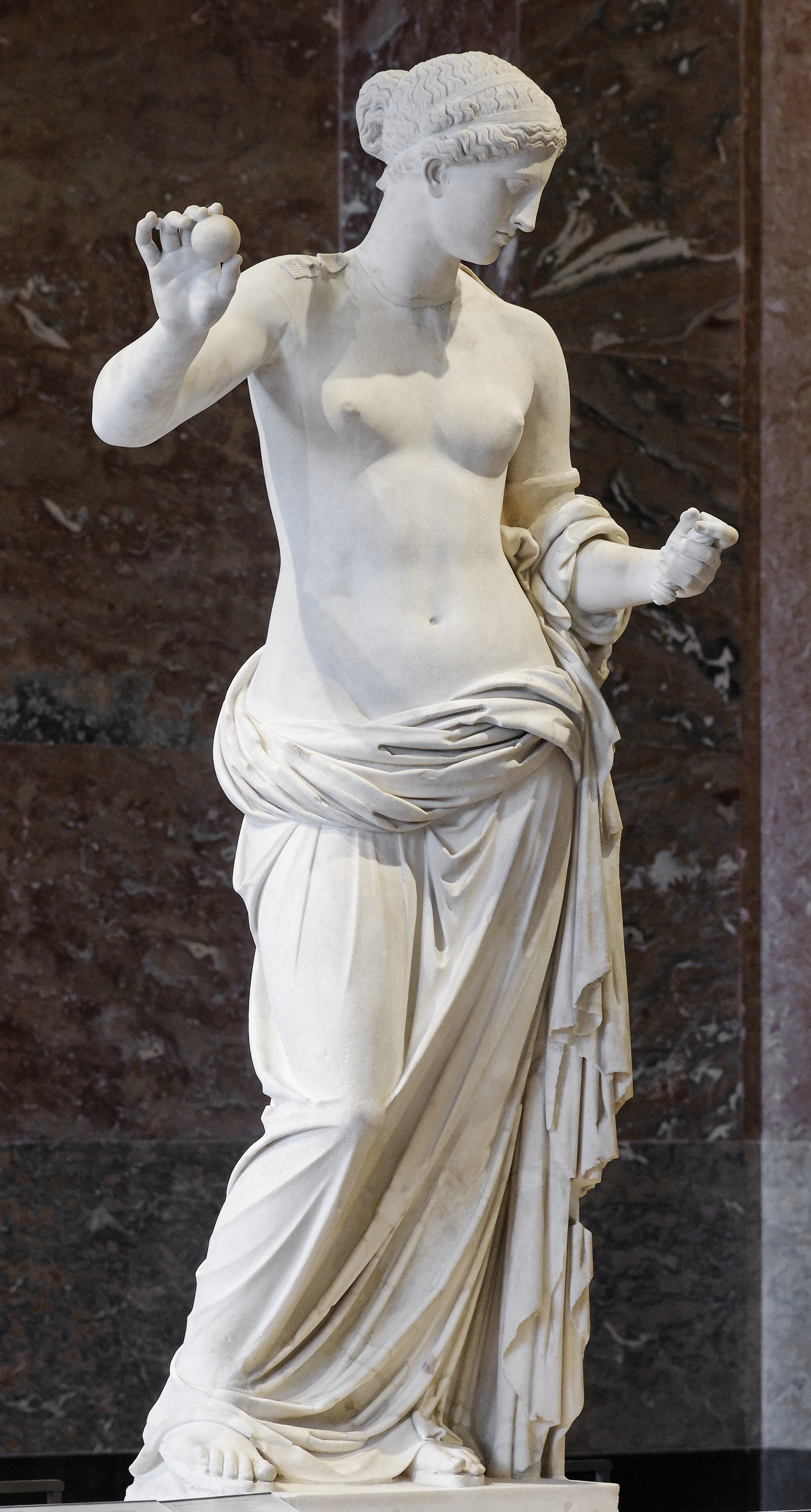
Statuia unei zeițe păgâne, datând din timpul Romei precreștine.

Păgânismul (paganus în limba latină are sensul de locuitor de la țară sau rustic ) este un termen generic folosit de obicei de creștini pentru a desemna diferitele tradiții religioase politeiste, idolatre, indigene, etnice și non-avraamice. Frica creștinilor de credințele non-avraamice a fost atât de mare încât au transformat cuvântul "vilain" in Franceza veche sau Engleza veche "villein" care însemnau "țaran" dându-i o conotație negativă însemnând "ticălos", "canalie", "nemernic", "mișel", "pușlama"...practic "răufăcător" și orice e similar.  Definiția exactă poate varia. Este utilizată în principal într-un context istoric, referindu-se la religiile din Orientul Antic, Egiptul Antic, Grecia Antică, Imperiul Roman, Arabia preislamică, America precolumbiană și Europa precreștină.

## Religiile și mitologiile păgâne
- Mitologia armeană
- Mitologia nordică
- Mitologia greacă
- Mitologia sumeriană
- Religia în Egiptul Antic
- Mitologia celtică
- Mitologia iliră
- Mitologia popoarelor Caucazo-Iberice
- Religia în Roma antică
- Mitologia semitului occidental
- Mitologia scitică
- Mitologia traco-dacă
- Mitologia slavă
- Mitologia baltică
- Mitologia Vainakh
- Mitologia turcă
- Mitologia finno-ugrică

## Păgânismul în România
Obiceiuri păgâne din preajma solstițiului de iarnă (22 decembrie) precum ar fi sacrificarea porcilor, colindatul, mersul cu capra și urările de Calende au fost păstrate și asimilate sau transformate de tradiția creștină.